# Balteus
Il Balteus è il termine latino che identifica la cintura militare propria dei soldati romani. 

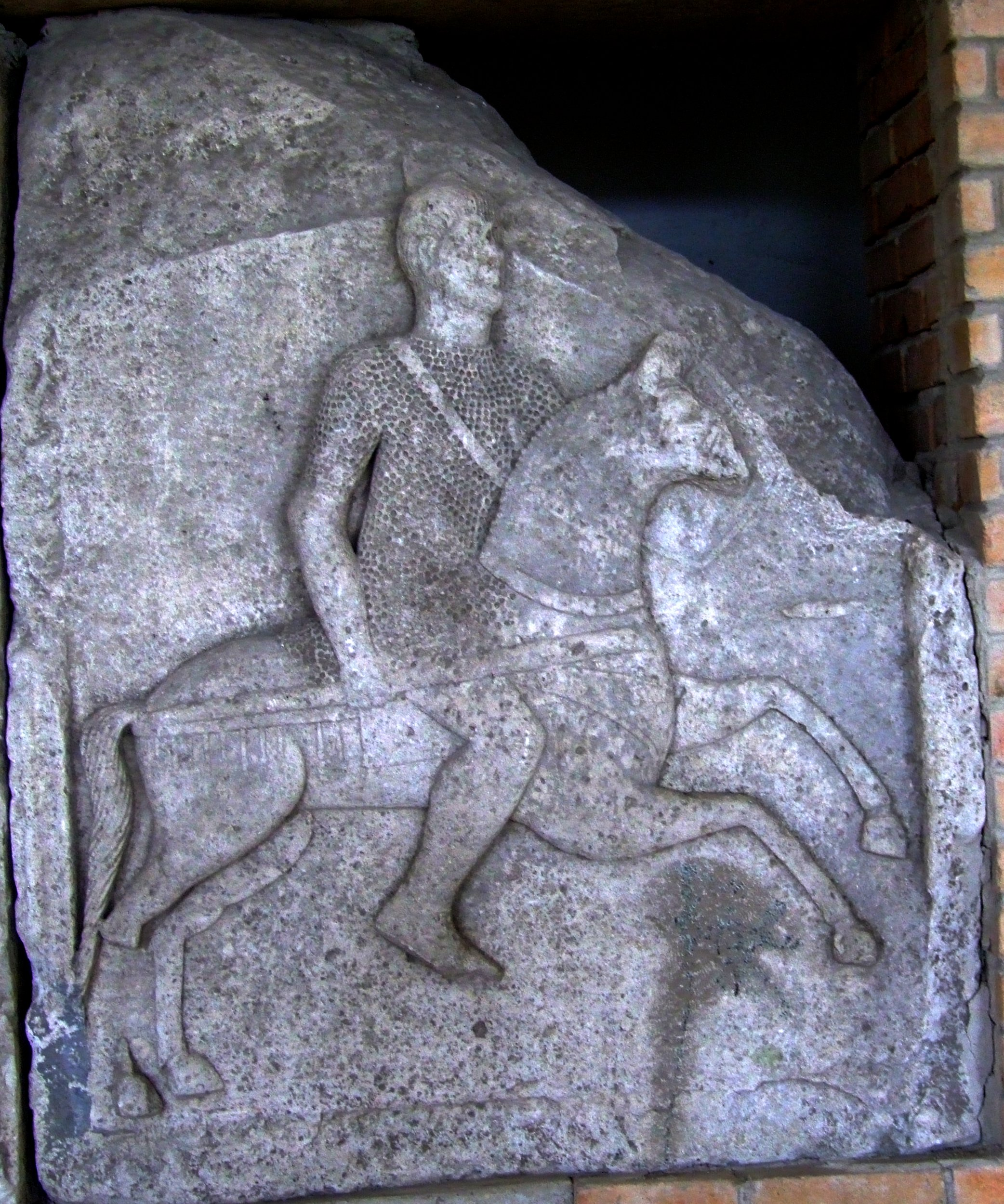
un balteo sopra la spalla destra del soldato

In antichità il balteus era generalmente costituito in cuoio abbellito da borchie in metallo (bronzo, argento, oro) a seconda degli usi e delle possibilità.
In aggiunta, il cingulum militare, come poteva anche essere chiamato, presentava molto spesso delle strisce di cuoio altrettanto dotate di borchie dette apron che cadevano a coprire la zona pubica. Non si ritiene che l'apron avesse una qualche funzione difensiva, mentre alcuni ritengono, tra le varie ipotesi, quella che potesse evidenziare il rumore dei passi, percuotendo i sonagli posti alla fine per incutere paura al nemico.

## Derivazioni linguistiche
In italiano balteus ha derivato balteo che è di solito la tracolla che sorregge, ad esempio, una faretra.

In inglese ha derivato la parola belt ossia cintura, mentre il termine apron è passato ad indicare il grembiule.